# Obsjtina Zavet
Obsjtina Zavet (bulgariska: Община Завет) är en kommun i Bulgarien.   Den ligger i regionen Razgrad, i den nordöstra delen av landet, 290 km öster om huvudstaden Sofia.
Obsjtina Zavet delas in i:
- Brestovene
- Veselets
- Ivan Sjisjmanovo
- Ostrovo
- Prelez
- Susjevo

Följande samhällen finns i Obsjtina Zavet:
- Zavet

Omgivningarna runt Obsjtina Zavet är en mosaik av jordbruksmark och naturlig växtlighet. Runt Obsjtina Zavet är det ganska tätbefolkat, med 65 invånare per kvadratkilometer.